# Château de Saint-Georges (Séville)
Pour les articles homonymes, voir Château de Saint-Georges et Saint-Georges.
Le Château de Saint-Georges (En espagnol Castillo de San Jorge), appelé également Château de Triana ou Château de l'Inquisition, était un château almohade de la ville andalouse de Séville, en Espagne, construit au Xe siècle. Il était situé au bord du Guadalquivir, sur sa rive droite, dans le district de Triana. Siège de l'Inquisition espagnole entre 1481 et 1626 et entre 1639 et 1785, il fut démoli au début du XIXe siècle.

## Histoire

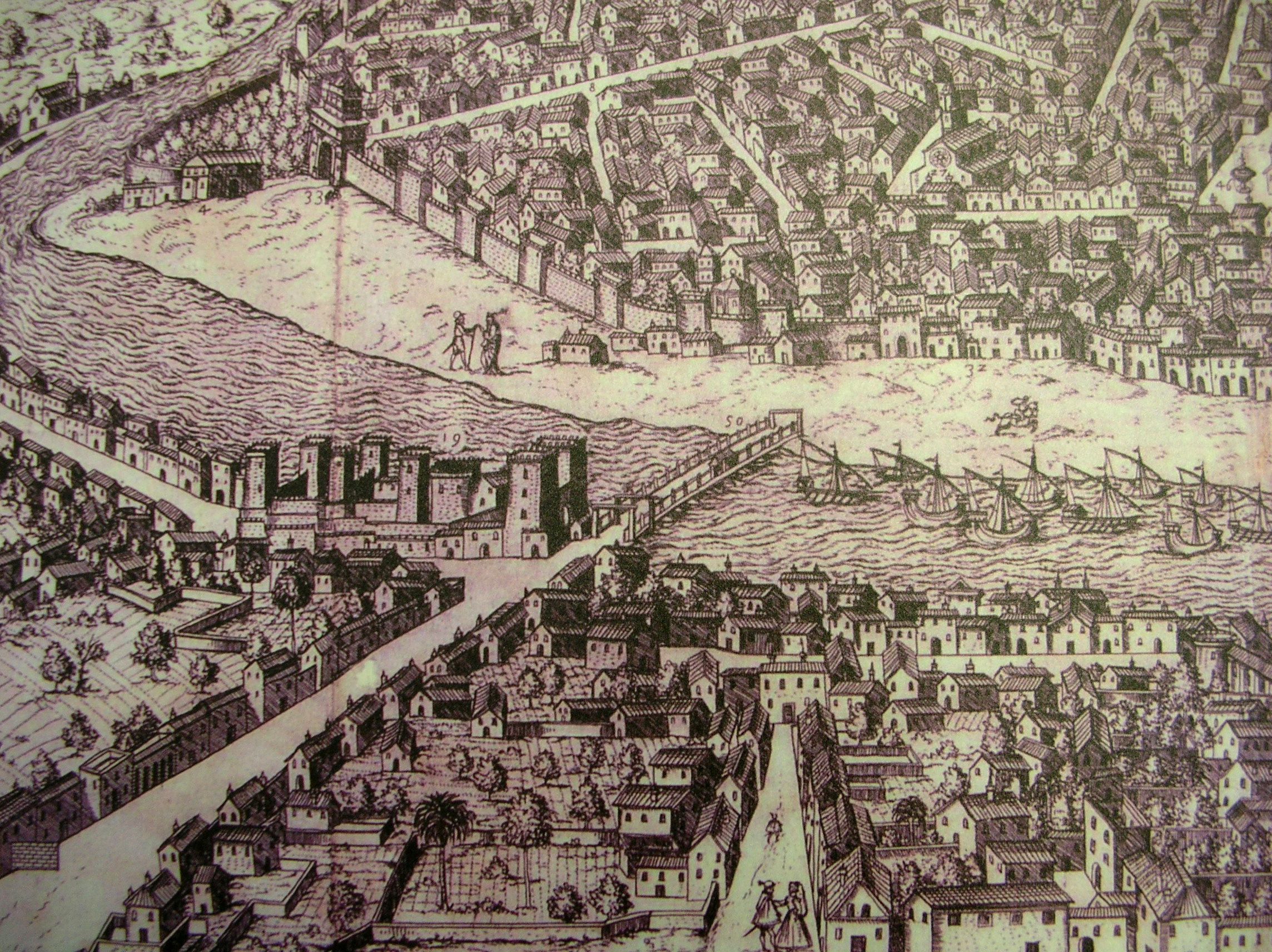
Séville en 1585 selon Ambrosio Brambilla. La rive du premier plan est celle de Triana, avec le Château de Saint-Georges et le pont flottant.

### DuXeauXIVesiècle
Le terrain sur lequel fut bâti le château au Xe siècle fut originellement utilisé comme nécropole par les Almohades entre le XIIe et le XIIIe siècle. Par la suite, avant 1220, sous la pression des troupes chrétiennes qui tentaient de reprendre la péninsule Ibérique, la place fut fortifiée afin de protéger le pont flottant et la ville et de contrôler l'accès à la région d'El Aljarafe, à l'ouest de la ville. Les premières références au château datent de 1178, lorsque Sanche, le futur Sanche Ier de Portugal, tenta de prendre la ville aux Almohades et attaqua le Château de Triana. Lorsque Ferdinand III de Castille conquit Séville en 1248, il offrit le château à l'Ordre des Chevaliers de saint Georges, dont il prit le nom. Il fut, avant la construction de l'église Santa Ana en 1276, le siège de la première paroisse de Triana,.

### DuXVeauXVIIIesiècle

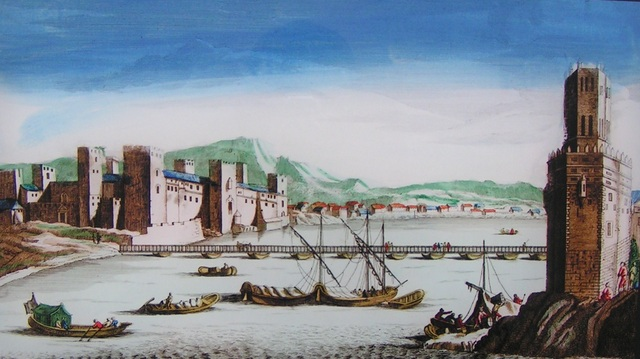
Le château, le pont flottant et la tour de l'Or en 1770.

Les premières descriptions du château datent du XVe siècle. Construit sur la rive droite du Guadalquivir, dans le faubourg de Triana, il se trouvait au niveau du pont flottant. Il s'agissait alors d'un édifice entouré d'un fossé à l'extérieur duquel se trouvaient des tours fortifiées. Une de ces tours est encore visible au bord de l'eau, au lieu-dit de la Enramadilla.
Aux mains du marquis de Medina Sidonia dès 1463, le château fut repris par les Rois catholiques en 1481 qui en firent le siège de l'Inquisition espagnole. Endommagé par les nombreuses crues du Guadalquivir, notamment par celle de 1625, il fut cédé en 1626 au comte Duque de Olivares qui fut chargé de le faire restaurer aux frais de l'Inquisition avant qu'elle ne puisse y retourner en 1639 après avoir siégé pendant 34 ans dans la casa de los Tavera,. En 1785, Le château étant devenu obsolète et insalubre, ayant à nouveau été régulièrement endommagé par des inondations, l'Inquisition le quitta définitivement pour s'installer dans le collège jésuite de las Becas, sur la promenade d'Hercule. Le château, légué à la ville, nécessita des travaux de consolidation et de protection contre les crues ; ils se terminèrent en 1786 : le mur d'enceinte du château fut démoli et une redoute fut construite, dont la base en fer devait protéger le château des crues, équipée d'une porte fonctionnant comme une vanne lors des crues, pouvant être fermée et par-dessus laquelle on pouvait accéder au pont flottant. Les décombres du mur d'enceinte servirent à surélever le terrain entre la base de l'édifice et le fleuve,.

### DuXIXeauXXIesiècle

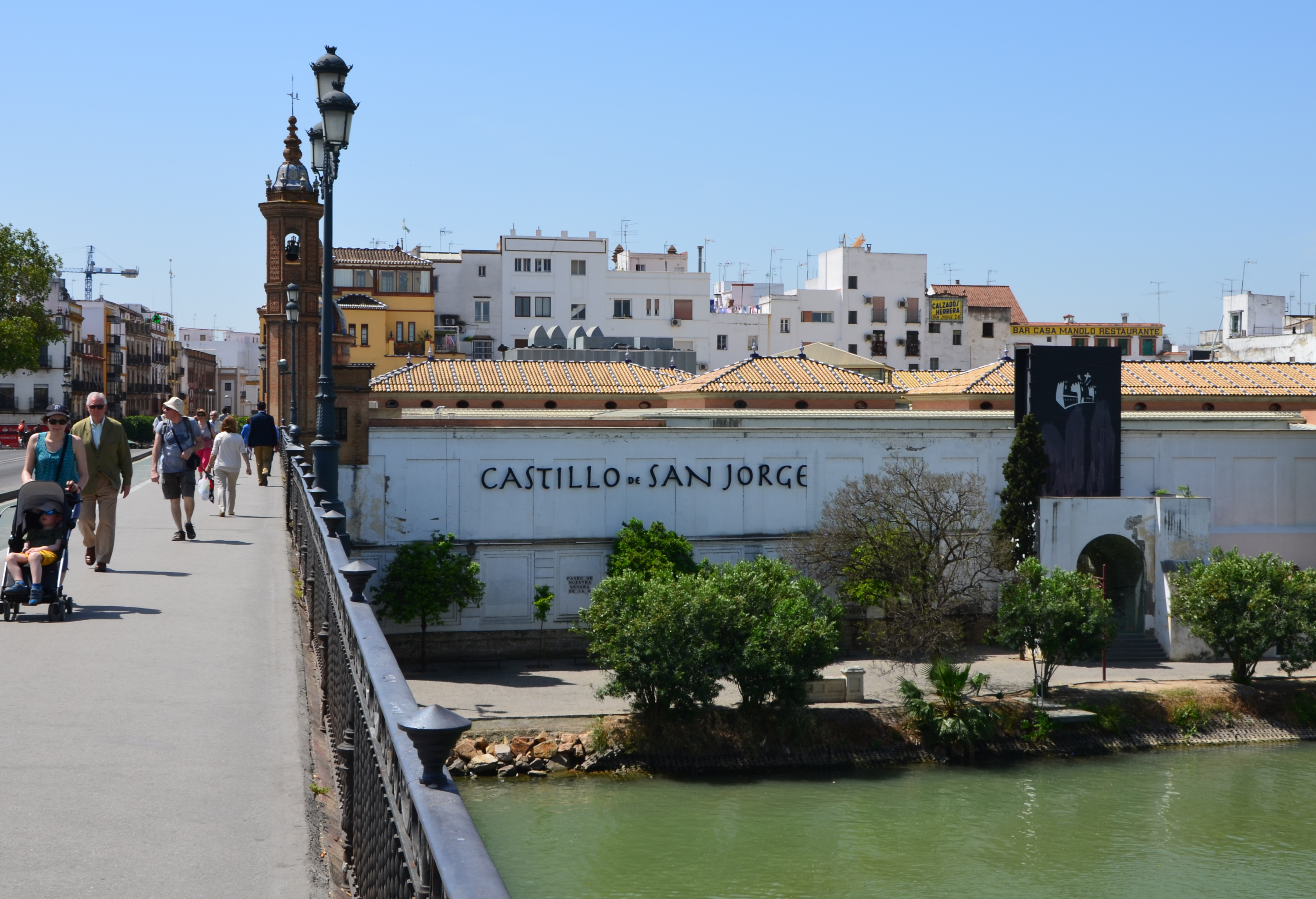
Le musée du Château de Saint-Georges, construit en 2009 sur les ruines du château.

Lorsque l'Inquisition quitta l'édifice, il fut brièvement utilisé comme entrepôt pour le grain avant d'être occupé, deux fois par semaine, par des marchands ambulants. Cette nouvelle fonction se consolida avec les années et le château devint un marché couvert. En 1852, le château fut amputé du terrain qui le bordait au sud lors de la construction à cet endroit du pont Isabelle II.
Le château fut entièrement démoli au début du XIXe siècle pour laisser la place à un nouveau marché couvert, à son tour détruit en 1990 afin qu'un marché couvert moderne voie le jour. Les travaux durèrent une dizaine d'années avant que le nouveau marché de Triana n'ouvre ses portes, prenant cette fois en compte les vestiges du château de saint-Georges situés sous ses pieds. De plus, les archéologues découvrirent 229 tombes de l'époque almohade, appartenant à la nécropole sur laquelle le château avait été érigé. Auparavant, des études archéologiques préliminaires avaient été menées au début des années 1980 et les ruines du château, mises au jour sous le marché de Triana, furent inscrites comme Bien d'intérêt culturel le 29 juin 1985. 
En décembre 2009 fut inauguré in situ, sous le niveau du marché couvert, donc au niveau de la darse du Guadalquivir, le musée du Château de Saint-Georges (Museo del Castillo de San Jorge), pour lequel furent investis 2,5 millions d'euros. Le musée met en valeur les ruines du château et retrace son histoire ainsi que celle de l'Inquisition espagnole,.